# 마나세 쇼린
마나세 쇼린(일본어: 曲直瀬正琳 まなせ しょうりん[*])은 일본 아즈치 모모야마 시대, 에도 시대 초기의 의사이다. 마나세 도산(曲直瀬道三)에 입문하여 승려가 되었고 의술을 인정받아 가문을 잇게 되었다.
이후 도요토미 씨를 섬기며 오기마치 상황, 고히메, 고요제이 상황 등의 질병을 치료했다. 그 후, 도쿠가와 이에야스를 따라 에도로 이주, 에도 막부의 오의사(奥医師) 요안인 가(養安院家)의 시조가 되었다.

## 생애
이요 국의 무장 히토쓰야나기 노부마사(一柳宣高)의 먼 후손인 조신(恕心)의 아들이라 전한다. 덴쇼 4년(1576년) 마나세 쇼세이(초대 도산)에 입문, 덴쇼 10년(1582년) 머리를 깎고 요안(養庵)이라는 호를 사용하였다. 또한 마나세 도산의 손녀로 마나세 겐사쿠(2대 도산)의 딸을 아내로 맞았다.
덴쇼 12년(1584년) 도요토미 히데요시를 알현하고 도요토미 히데쓰구를 섬기게 되었으며, 분로쿠 원년(1592년) 1월, 히데쓰구로부터 오미 국 250석을 하사받았다. 또한 분로쿠 원년(1592년) 오기마치 상황의 질병에 대해 약을 헌상하였으며 이에 상황이 회복되었으로 12월 28일 호인(法印)이 되었고, 이때 천황의 명으로 요안(養庵)을 요안(養安)으로 개명하였다. 요안(養安)이라는 글자는 《순자》를 따른 것이다. 분로쿠 4년(1595년) 히데요시의 명으로 우키타 히데이에(宇喜多秀家)의 아내 고히메를 치료하고 보상으로 임진왜란에서 조선으로부터 약탈해 온 책이나 히슈 노부이에(備州信家)가 제작한 창칼을 하사했다.
게이초 5년(1600년) 4월 26일 고요제이 상황을 치료하고 원호(院号)를 허락받았다. 게이초 8년(1603년) 쇼린안(正琳庵), 훗날 교쿠린인(玉林院)이라 불리게 될 사찰을 창건했다.
게이초 10년(1605년), 에도 막부의 초대 쇼군 도쿠가와 이에야스를 따라 슨푸, 에도로 옮겨 게이쵸 13년(1608년)부터 이마오지 지카키요(今大路親清), 나카라이 나리노부(半井成信), 야쿠인 소하쿠(施薬院宗伯)와 함께 반년에 한 번씩 에도로 가서 시의로써 일하였다.
2대 쇼군 도쿠가와 히데타다 어번을 마치고 쇼린은 관직에서 물러났다. 게이초 16년(1611년) 8월 9일 사망하여(향년 47세) 교토의 쇼린인(正琳院)에 묻혔다.

## 요안인 문고(養安院文庫)
임진왜란 당시 일본군 총사령관이었던 우키다 히데이에는 조선의 경복궁의 교서관(校書館) 주자소(鑄字所)를 습격하여 조선의 금속활자 20만 자와 인쇄기구 및 당시 조선 왕실에서 소장하고 있던 조선과 중국의 여러 서적을 약탈하여 도요토미 히데요시에게 진상하였다. 히데요시는 이 가운데 일부를 1595년 마나세 쇼린에게 주었는데, 이때 하사받은 서적을 토대로 쇼린은 요안인 문고(養安院文庫)를 설치하였다.
막말에서 메이지 초기에 걸치는 19세기의 혼란상 속에서 요안인 문고는 산일되어 이곳저곳으로 흩어졌다. 일본 구마모토현립 진기치(仁吉) 고등학교와 나라현의 덴리(天理)대학 도서관에 요안인 본(養安院本)이라는 이름으로 일부 소장되어 있으며, 요안인 문고의 장서목록인 회천루 서목(懷遷樓書目)은 현재 일본 내각문고에 소장되어 있다. 도쿄 대학 사료편찬소에도 옛 요안인 장서본(舊養安院藏書本) 《해동제국기》 사본이 소장되어 있다.
요안인 문고에는 조선과 중국의 의학 서적들이 많이 포함되어 있으며, 요안인장서(養安院藏書)라는 쇼린 자신의 장서인이 찍혀 있다. 요안인 문고 소장 장서에는 《치종비방》(治腫秘方)이나 《심도》(心圖, 베이징 대학 도서관 소장)처럼 조선에는 남아 있지 않은 서적도 존재하며, 《의방유취》(醫方類聚)나 《입학도서》처럼 조선 말기나 일제강점기 때에 조선에 역반입되어 규장각에서 소장하게 된 책도 있다.
요안인 문고 소장 도서 가운데는 중국으로 흘러간 책도 있어서, 중국 베이징 대학교 도서관 소장 도서 가운데에도 요안인 장서에 속해 있던 서적으로서 조선 중기의 성리학자 주세붕이 쓴 《심도》와 함께 《격재갱운당송현시》(格齋賡韻唐宋賢詩)와 《삼략직해》(三略直解)가 소장되어 있다. 조선 초기 김시습이 지은 전기소설 《금오신화》도 요안인 문고에 포함되어 있던 것이 요안인 문고의 다른 책들과 마찬가지로 산일되고 메이지 시대의 여러 수집가들을 거쳐 중국으로까지 건너가게 된 것을 1924년에 최남선이 발견하여 다시 조선에 소개해 세상에 알려지게 된 것이다.
요안인 문고 소장 장서 가운데 중국 문헌인 《통전》(通典)과 《성해》(姓解), 《중설주》(中說注), 《중광회사》(重廣會史) 《신조입전설문정자》(新雕入篆說文正字) 등 5종은 고려 왕실 도서관에서 소장하고 있던 서적으로 확인되었다.

## 친족
- 아버지 : 히토쓰야나기 조신(恕心)
- 아내 : 마나세 겐사쿠(曲直瀬玄朔)의 딸
  - 아들 : 쇼소(紹松)- 요절[1]
  - 아들 : 마나세 쇼엔
  - 딸 : 누마쓰 씨의 아내[1]